# Andelaroche
Andelaroche – miejscowość i gmina we Francji, w regionie Owernia-Rodan-Alpy, w departamencie Allier.

## Demografia
Według danych na rok 1990 gminę zamieszkiwało 288 osób, a gęstość zaludnienia wynosiła 14 osób/km². W styczniu 2015 r. Andelaroche zamieszkiwało 276 osób, przy gęstości zaludnienia wynoszącej 13,4 osób/km².